# Promethei Terra
Pour les articles homonymes, voir Promethei et Terra.
Promethei Terra est une vaste région martienne située dans l'hémisphère Sud de la planète à l'est et au sud du bassin d'impact Hellas Planitia, principalement dans le quadrangle d'Hellas. Son nom fait référence à une formation d'albédo nommée Prometheus (« Prométhée »).

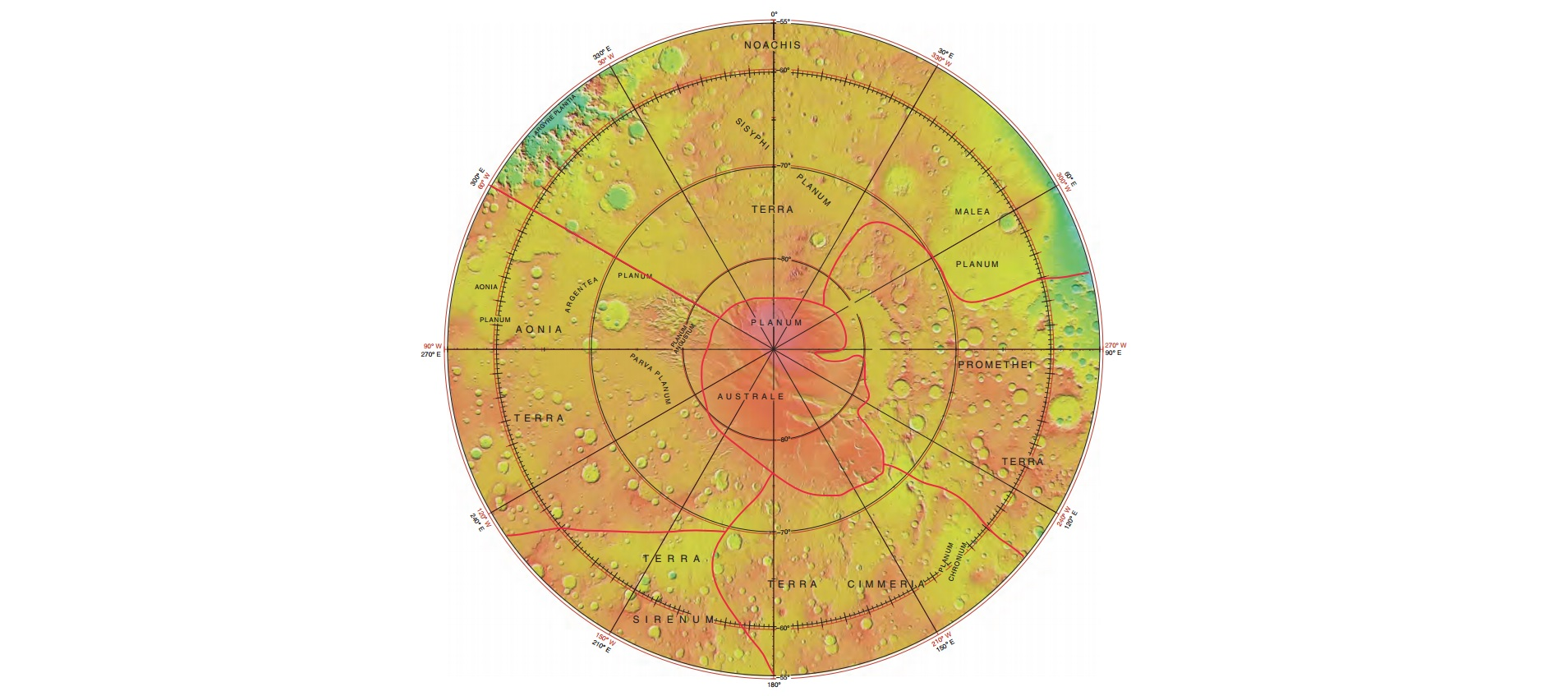
Carte montrant la partie Sud de Promethei Terra (Mars Orbiter Laser Altimeter).

Promethei Terra, de forme irrégulière, s'étend entre les latitudes −26,71 et −82,86° et les longitudes 29,62 et 129,30°, avec un exodiamètre de 3 300 km.